# Mumboismen
Mumboismen, även kallad Mumbokulten, var en religiös och politisk rörels i Kenya, grundad av Onyango Dunde 1913. Dess anhängare var främst aktiva i Nyanzaregionen nära Victoriasjön. Rörelsen motsatte sig den brittiska kolonialismen, och hade under åren strax efter första världskriget vuxit så stor att de brittiska kolonialmyndigheterna undertryckte den av politiska skäl. Britterna förvisade dess ledare 1921 och förbjöd slutligen kulten 1954.